# Равнинные оджибве
Равни́нные оджи́бве, степны́е оджи́бе, за́падные оджи́бве, ба́нги (англ. Plains Ojibwe) — алгонкиноязычное индейское племя в Канаде и США. Равнинные оджибве являются частью многочисленного индейского народа оджибве.

## Этноним
Название равнинные оджибве впервые предложил американский этнолог Алансон Скиннер для различения равнинных оджибве от оджибве, живущих в Вудленде. В XX веке их называли оджибве, чиппева, банги, сото, равнинные оджибве и западные оджибве.
Название оджибве и чиппева произошло от разного произношения слова očipwe, которое было самоназванием группы, жившей на севере Су-Сент-Мари. В XX веке так называли себя группы восточных равнинных оджибвеев, а также некоторые западные общины в том числе и в Северной Дакоте и Монтане. Название чиппева преимущественно используется в США и в южном Онтарио. Оджибве или оджибва используется в остальной части Канады.
Восточные равнинные оджибве также называют себя aniššina-pe — человек, индеец, однако это название не используется западными равнинными оджибве.
В западной Манитобе и Саскачеване более употребляемо название сото, которое использовалось франкоканадскими торговцами и установилось в самом начале XIX века. Так называют восточные группы оджибве.
Торговцы Компании Гудзонова Залива в XVIII и XIX вв. называли равнинных оджибве также как и северных оджибве — банги. Это название произошло от оджибвейского слова panki — немного, чуть-чуть, употребляемым при общении с торговцами. В XX веке равнинные оджибве в США использовали банги как самоназвание.
В Северной Дакоте и в Монтане равнинные оджибве иногда называют себя nakkawininiwak — те, кто говорит отлично от других оджибве или nakawe-wininiwak. Это заимствование из языка равнинных кри — nahkawiyiniwak или nahkawe-wininiwak. Оджибве Миннесоты называют равнинных оджибве maškote-aniššina-pe, народ прерий. Большинство соседних племён не отличали равнинных оджибве от равнинных кри.

## История

### Переселение и адаптация к жизни на равнинах, 1730—1816 гг.
Некоторые группы оджибве ещё в 1740-х заняли северную часть Миннесоты. К 1750 году несколько общин оджибве достигли Ред-Ривер на границе с Великими равнинами в Манитобе и западной Миннесоте. Они ещё были типичными индейцами лесов и лошадей не имели, а перемещались они, в основном, пешком или на каноэ. До 1780 года самые западные оджибве встречались среди групп, ведших торговлю в деревнях манданов и воевавших против хидатса и шайеннов. Несмотря на то, что они периодически проводили рейды на равнины, источники начала XVIII века сообщают, что эта народность жила, главным образом, за счёт охоты, пушного промысла, рыбной ловли и собирательства.
Когда оджибве переместились на запад, они стали тесными союзниками ассинибойнов и кри, с которыми они вели торговлю, заключали браки и боролись против общих врагов, прежде всего, сиу и гровантров. К 1760 годам некоторые из них уже путешествовали через земли ассинибойнов и равнинных кри между Лесным озером и рекой Ассинибойн. В начале 1780-х в районе Ред-Ривер разразилась эпидемия оспы, в результате которой вымерла большая часть коренного населения в юго-западном Онтарио и соседней Миннесоте. Обычай оджибве жить зимой небольшими лагерями спас их от болезни. К 1790 году они чаще стали кочевать к западу от Ред-Ривер и к югу от реки Ассинибойн. Продвигаясь дальше на запад, оджибве стали союзниками ассинибойнов и равнинных кри. Некоторые учёные утверждают, что в результате возникла новая этнически смешанная народность, которую местные торговцы не совсем точно называли оджибве. Как бы там ни было, к 1790 годам оджибве прочно закрепились в лесостепи на границе с равнинами вдоль Ред-Ривер и реки Ассинибойн.
Вначале оджибве перемещались на запад в качестве наёмных или сезонных рабочих, приезжавших поодиночке или маленькими лагерными группами и пользовавшихся возможностями, открывшимися благодаря торговле мехами. После того, как они заняли лесостепи, некоторые из них продолжили продвигаться дальше на запад в поисках мест, более богатых пушным зверем. Уже в 1780-х годах присутствие оджибве наблюдалось в факториях вдоль реки Ассинибойн, где торговали с племенами Равнин, а к 1790-м годам всё большее их число осваивало прерии к западу от Ред-Ривер, до самых Пембинских холмов. Имеются сведения, что в тот же период оджибве появились на территориях к югу до самой реки Сурис и вблизи рек К’Аппель и Саскачеван, однако они не селились здесь в значительных количествах вплоть до XIX века. Перемещаясь в прерии к западу от Ред-Ривер и к югу от реки Ассинибойн, оджибве охотились и мирно селились среди своих новых соседей — ассинибойнов и равнинных кри. Но в отличие от своих конных союзников, для которых основным занятием была охота на бизонов, оджибве, имевшие мало лошадей, были, в основном, трапперами.
После 1797 года, когда значительная часть популяции бобров в регионе погибла от эпидемии, промыслы мигрировавших на запад оджибве стали более разнообразными. Большинство из них продолжало обычные сезонные занятия охотой и пушным промыслом в лесостепной зоне, а также в долинах рек и в прериях. Здесь они присоединялись к местным равнинным кри и ассинибойнам во время зимних охот на бизонов, что позволяло им делать дополнительные большие запасы мяса в ходе охотничьего сезона. Некоторые оджибве даже стали оставаться в прериях круглый год, но большинство возвращалось на более привычные лесные и лесостепные территории, где летом они занимались рыбной ловлей, весной производством кленового сахара и сбором дикого риса осенью. Присутствие оджибве в прериях оставалось ограниченным: это были, главным образом, небольшие семьи и группы, которые жили возле или среди ассинибойнов и равнинных кри.
В течение первых двух десятилетий XIX столетия оджибве столкнулись с дальнейшим сокращением популяций пушных зверей, увеличением затрат на их ловлю и потерей важных лесостепных участков их обитания по мере того, как европейцы и метисы переселялись на эти территории. Одним из результатов этого стало то, что оджибве стали искать другие возможности заработка на равнинах, где лошади и мясо бизонов приносили хорошие доходы. Хотя всё большее число оджибве селилось и промышляло в прериях в первое десятилетие XIX века, возникновение равнинных оджибве как отдельной народности не поддаётся точной датировке. Наиболее вероятно, что это произошло к 1805 году, когда оджибве уже охотились на бизонов на своих лошадях и жили в прериях среди равнинных кри и ассинибойнов. В следующем десятилетии их численность возросла, потому что жившие в лесостепи оджибве стали искать лучших экономических возможностей на Великих Равнинах.

### Возникновение новой культурной общности, 1817—1862 гг.
В 1817 году оджибве, ассинибойны и кри продали земли вдоль рек Ассинибойн и Ред-Ривер колонии Селкирка и ушли на равнины Саскачевана. В это же время их торговые связи с манданами ослабли, а также участились стычки с сиу за доступ к местам охоты на бизонов. Этот год стал поворотным пунктом в истории равнинных оджибве. После 1820 года оджибве установили тесные связи с появившимися поселениями метисов. В районах к востоку от Черепашьих Гор равнинные оджибве охотились на бизонов вместе с метисами на юге до Девилс-Лейк, а после 1850 года часть оджибве мигрировала вместе с метисами на равнины Альберты и Монтаны. Таким образом, одна часть равнинных оджибве обосновалась вдоль реки Сурис, другая продвинулась дальше на запад и проживала в районе гор Вуд-Маунтинс и Сайпресс-Хиллс.
Лишь к 1830-м годам западные оджибве стали настоящими равнинными индейцами и переняли большинство элементов степной культуры. По мере того, как одни оджибве закреплялись на равнинах, всё большее число их сородичей покидало лесостепи и леса, чтобы присоединиться к своим уже обосновавшимся на равнинах соплеменникам. Из-за сокращения ресурсов восточной лесостепи и прерий, а также благодаря новым возможностям, открывавшимся благодаря торговле бизоньими шкурами, в середине XIX столетия на западные равнины постоянно прибывали новые группы оджибве. Те оджибве, что лучше других приспособились к жизни на равнинах, стали переселяться и основываться на территории от Черепашьих Гор до восточного края Сайпресс-Хилл. Это был уже полностью конный народ, обеспечивающий свою жизнь и торговлю охотой на бизонов.
Большая часть этой народности занимала территории между реками Ассинибойн и Сурис и включала в себя — Народ Черепашьей горы (mikkinakk wači-winiwak) и Народ Мышиной горы (mo-swači-wininiwak), вместе эти группы стали известны как Народ Лесистых гор (mittikwači-wininiwak). На территории современного округа Таунер часть этих оджибве основала большую укреплённую деревню, называемую «Бизоний Вигвам» (pišikki ka’-tta’-t), которая была разрушена племенем янктонаи в 1824—1825 гг. Меньшая часть обосновалась около Сайпресс-Хилл и стала известна как Народ Кипарисовых холмов (inina-ntaka-wininiwak). Эта группа была сильно перемешана с равнинными кри и ассинибойнами.

### Потеря земель, 1863—1917 гг.
В 1863 году равнинные оджибве заключили Второй Пембинский договор. Согласно этому договору, части их крайней восточной территории были переданы США, а также создана резервация площадью в 640 акров к северу от реки Пембина. Земли же в Черепашьих горах и другие территории оджибве не были охвачены ни этим, ни какими-либо другими договорами. Таким образом, до начала 1870-х годов большая часть равнинных оджибве пребывала вне юрисдикции каких-либо договоров и формально не относилась ни к Соединённым Штатам, ни к Канаде.
В 1871 году, согласно первому и второму договорам, равнинные оджибве, жившие в Манитобе, уступили канадскому правительству земли, а взамен получили несколько небольших резерваций. Те же оджибве, что жили в Саскачеване, оказались в резервациях лишь через некоторое время после заключения четвёртого договора. Многие из этих равнинных оджибвеев ориентировались в своей хозяйственной жизни как на лесостепи, так и на равнины. Потому эти группы были вынуждены искать убежища в Сайпресс-Хилл, когда в конце 1870-х окончательно исчезли стада бизонов. Им пришлось отказаться от своего исконного образа жизни и начать новую жизнь в резервациях. Хотя большая их часть приняла договоры с Канадой и осталась в этой стране, немалое число из тех, чьи места обитания захватывали территорию Соединённых Штатов, сохранили свой образ жизни, основанный на охоте на бизонов. Однако большинство равнинных оджибве не было включено в различные договоры с США, касающихся западных равнин Северной Дакоты и примыкающих регионов в Монтане.
В ходе 1880-х — начале 1890-х гг. многих равнинных оджибве, вместе с большим числом других индейцев и метисов, стали называть «безземельными». Это были группы разной численности, кочевавших по территориям к западу и северо-западу от Черепашьих гор в поисках средств существования. В число этих групп входили группа Маленькой Раковины, около 5000 человек, некоторое время жившая в Вуд-Маунтинс и у форта Пек вместе с родственниками по брачным связям из южных ассинибойнов, а также те, кто, отказавшись от регистрации в Черепашьих горах, переселились в центральную Монтану и примыкающих районах Саскачевана. Некоторые из этих оджибве объединились с равнинными кри или ассинибойнами в районе форта Белнап, гор Бэр-По и реки Масселшелл, в то время как другие оджибве остались с кри и ассинибойнами поблизости от Сайпресс-Хилл.
Много лет прошло, прежде чем эти равнинные оджибве получили в своё распоряжение земли и были официально признаны либо Соединёнными Штатами, либо Канадой, хотя группа Маленькой Раковины из Монтаны, оставалась непризнанной даже в 1998 году. По решению властей, для равнинных оджибве и части метисов в 1882 году в административном порядке была создана резервация Тёртл-Маунтин. Но равнинные оджибве, как и многие другие индейские племена прерий, нередко покидали свои резервации для охоты на бизонов. Во время одной из таких отлучек группы вождя Маленькая Раковина правительство решило, что резервация Тёртл-Маунтин слишком велика для проживающих там индейцев и метисов и отдало на продажу белым поселенцам 90 % её территории. В результате таких действий, группа Маленькой Раковины осталась без земли до 1998 года.
С европейцами равнинные оджибве обычно поддерживали мир, но иногда случались небольшие стычки. В 1885 году часть равнинных оджибве приняла участие в восстании канадских метисов под руководством Луи Риэля. После подавления Северо-Западного восстания некоторые из безземельных равнинных оджибве поселились в больших резервациях равнинных кри в Саскачеване, но часть их осталась в Монтане, где они заключали браки с местными жителями и селились в резервациях черноногих, гровантров, кроу, флатхедов, северных шайеннов, сиу и ассинибойнов. В 1917 году по решению властей в Монтане была создана ещё одна резервация площадью 443,9 км² для оставшихся равнинных оджибве, равнинных кри и метисов. Резервация получила название Рокки-Бой по имени одного из вождей равнинных оджибве. Остальные оставались безземельными и в 1990-е годы.

### Жизнь в резервациях
Равнинные оджибве по-разному приспосабливались к жизни в резервациях. Несмотря на то, что им коренным образом пришлось изменить свой образ жизни, они смогли сохранить свой язык, ритуалы, систему родства и ритуалы.
Деятельность миссионеров и усилия правительств Канады и США привели к изменениям, но одновременно вызвали сопротивление. Как и у соседних индейцев на севере равнин и лесостепей, поощрялось занятие фермерством, но далеко не все равнинные оджибве имели достаточно земли, технических средств и капитала для успешного занятия сельским хозяйством. В Черепашьих горах аналогичная ситуация осложнялась выделением большому количеству мелких арендаторов участков государственной земли на территории Дакоты и Монтаны в пределах резерваций. Такое распределение земель приводило к дальнейшему рассеиванию части оджибве и сдаче таких участков теми, кто не хотел на них жить, посторонним.
Большая часть равнинных оджибве занялась изготовлением капканов, ловушек, предметов народного промысла. Также они нанимались на сезонные работы на фермы и стройки. Дополнительными источниками дохода оставались охота, рыбалка и собирательство. Немногие смогли получить хорошее образование и стали профессионалами в области техники, медицины и права.
Во время Второй Мировой войны лишь немногим равнинным оджибве удавалось наниматься на сезонные работы в сочетании с традиционными промыслами. Большое их число стало искать постоянную работу, но в ближайших населенных пунктах рабочих мест было мало. В результате некоторые из них покинули резервации и нашли работу в больших городах, таких как Чикаго, Виннипег и Миннеаполис, а многие из оставшихся стали жертвами постоянной безработицы. Начиная с конца 1960-х годов, после того, как правительства США и Канады разработали программы по преодолению обнищания и способствованию экономического развития, обстановка несколько изменилась. Стали создаваться рабочие места, чему способствовали мероприятия по жилищному строительству, образованию и здравоохранению, хотя к 80-м годам уровень занятости в некоторых из этих областей несколько снизился. С начала 70-х новые рабочие места стали возникать благодаря появляющимся частным и коммунальным предприятиям, таким как супермаркеты и казино, многие из которых внесли существенный вклад в развитие местной экономики.
В XX веке у равнинных оджибве продолжали действовать соглашения, заключенные ими с правительствами Канады и США. В Канаде правящие органы индейских сообществ возглавлялись избираемыми вождями и советами, которые согласовывали свою политику с другими охваченными договорами группами, населяющими Великие равнины. Расположенные на территории США резервациях Тёртл-Маунтин и Рокки-Бой управлялись избираемыми советами и председателями. Здесь традиционные или чистокровные равнинные оджибве составляли небольшую часть населения, однако при этом в Тёртл-Маунтин эта группа играла важную роль в сохранении традиций. В неё входили представители наследственных вождей и лидеров, выполнявшие функции советников.
Несмотря на небольшую численность равнинных оджибве в США, они активно участвовали в сохранении и восстановлении традиционной культуры и ритуалов (Пляска Солнца, Танец Травы и др.) в своих сообществах на современных пау-вау. Традиционное сообщество также призывало к помощи в организации и развитии двуязычных и двукультурных образовательных программ. В Канаде, в отличие от США, языки равнинных оджибве и равнинных кри продолжают изучаться дома, на них говорят много взрослых. Подобные усилия предприняты канадскими общинами для сохранения традиционных ритуалов и ремёсел. Самые яркие направления их культуры в конце XX века нашли своё отражение и в Церкви Коренных Американцев и в творчестве художников из равнинных оджибве. На протяжении всего XX столетия равнинные оджибве прикладывали очень много усилий по сохранению своей культуры.

## Жизнеобеспечение
Обширный и экологически разнообразный регион, который заселили равнинные оджибве, сформировал особую своеобразную культуру, связанную одновременно и с Великими равнинами, и с восточным Вудлендом. В первых упоминаниях об их жизни на равнинах содержатся сведения о том, что оджибве охотились на бизонов главным образом осенью и зимой.
Охотились они малыми группами, возглавляемыми «бизоньими шаманами» и главными загонщиками, строившими загоны, с помощью которых охотились на бизонов. В более поздние годы устраивалось две большие охоты ежегодно: одна — летом для получения мяса, вторая — осенью для обеспечения мясом и шкурами. Так же, как и их соседи — ассинибойны и равнинные кри, оджибве охотились на бизонов верхом под управлением лидера, выбранного вождём группы и советом. Этот лидер, в свою очередь, назначал воинов, которые обладали абсолютной властью в вопросах выслеживания и организации охоты.
Поскольку равнинные оджибве большую часть года жили либо в лесостепи, либо на лесостепных оазисах посреди равнин, они охотились и ставили ловушки на лосей, вапити, кроликов, ондатр, перепелов. А для тех, кто жил ближе к лесостепи, некоторые из этих видов животных были основой пищевого рациона. Равнинные оджибве занимались также рыбной ловлей, а жившие ближе к лесостепи, рыбачили большую часть лета. Кроме того, для тех, кто жил ближе к лесостепи, важную роль продолжало играть собирательство (дикий рис, кленовый сахар), в то время как у живущих на равнинах оджибве большую роль стали играть овощи, такие как дикая репа. Кроме того, жившие в прерии и лесостепи равнинные оджибве выращивали местные и завезённые из других районов континента кукурузу, фасоль и другие культуры.

## Материальная культура
Двойная принадлежность равнинных оджибве проявлялась в разных сферах их материальной культуры. Они жили либо в жилищах Равнин — сделанных из шкур типи, либо в сделанных из коры или тростника вигвамах, характерных для восточного Вудленда.
Как и индейцы Великих равнин, они изготовляли парфлеши из сыромятной кожи. В то же время они делали контейнеры из берёзовой коры и корзины из ивовых прутьев. В их вышивке встречались геометрические и цветочные орнаменты, а в одежде и мокасинах сочетались характеристики костюмов индейцев Равнин и восточного Вудленда. Для транспортировки припасов и имущества они использовали травуа, характерные для Равнин, в то же время некоторые из них пользовались каноэ и двухколёсными тележками, как франкоязычные метисы Манитобы и Саскачевана.

## Социальная организация
Группы оджибве получали название от местности, на которой они проживали. Так же, как у соседних равнинных кри и ассинибойнов, эти территориальные объединения состояли из кочевых мало сплочённых групп, состав которых менялся. Равнинные оджибве, жившие на востоке, обитали в поселениях типа деревень. Некоторые из таких поселений вблизи Нетли-Крик и Черепашьих гор были постоянными — население жило в них зимой и летом. Группами управлял главный вождь, чья должность часто являлась наследственной. Власть вождя была ограничена. Ему подчинялись вожди более низкого уровня, получавшие свои должности благодаря щедрости, находчивости или военным успехам. Эти вожди образовывали совет без какой-либо чёткой структуры. Они назначали авторитетных воинов для поддержания общественного порядка. Некоторые из этих воинов были также членами военных мужских обществ, в том числе «Больших Псов», связанных с аналогичными обществами равнинных кри.
Система родственных отношений у равнинных оджибве была похожа на систему родства у сиу и состояла из ряда экзогамных патрилинейных кланов, называемых, например, Громовая Птица, Лось, Медведь и Осётр. Было принято оказывать гостеприимство гостям из того же клана. Первые женитьбы и замужества обычно организовывались родителями, развод происходил без трудностей. Местом жительства новой семьи обычно становилось жильё мужа.

## Религия
В религии и ритуалах равнинных оджибве отражалось их переходное положение. Их дуалистическая космология, выражающаяся в борьбе между Громовой Птицей и подводными пантерами, являлась наследием восточного Вудленда, так же как Мидевивин или Шаманская Палатка, Вабано и церемония Трясущейся Палатки. Оджибве переняли некоторые ритуалы, характерные для ассинибойнов и равнинных кри. Танец Травы, Танец Солнца и Общество клоунов — три примера тому. Так же как и у равнинных кри, у них были Церемония Курительного Типи и Торговый Танец.
У равнинных оджибве поощрялись независимость и ответственность членов сообщества. Детей хвалили за их умения, способности, самостоятельность, их приучали уважать свою семью, сообщество и мир духов. Основные события жизненного цикла отмечались специальными ритуалами, в число которых входили детально разработанные поминальные пиры.